# Willy Pizzi
Villiam Pizzi, noto anche con lo pseudonimo di Willy (Lecce, 28 dicembre 1994), è un calciatore italiano naturalizzato liechtensteinese, attaccante dell'Eschen Mauren.

## Carriera

### Nazionale
Nonostante avesse militato nell'under-16 del Liechtenstein, ha ottenuto la cittadinanza liechtensteinese solo nel 2024.
Ha esordito con la nazionale maggiore il 22 marzo 2025 nella sconfitta per 0-3 contro la Macedonia del Nord.

## Statistiche

### Cronologia presenze e reti in nazionale
| Cronologia completa delle presenze e delle reti in nazionale ― Liechtenstein | Cronologia completa delle presenze e delle reti in nazionale ― Liechtenstein | Cronologia completa delle presenze e delle reti in nazionale ― Liechtenstein | Cronologia completa delle presenze e delle reti in nazionale ― Liechtenstein | Cronologia completa delle presenze e delle reti in nazionale ― Liechtenstein | Cronologia completa delle presenze e delle reti in nazionale ― Liechtenstein | Cronologia completa delle presenze e delle reti in nazionale ― Liechtenstein | Cronologia completa delle presenze e delle reti in nazionale ― Liechtenstein |
| Data                                                                         | Città                                                                        | In casa                                                                      | Risultato                                                                    | Ospiti                                                                       | Competizione                                                                 | Reti                                                                         | Note                                                                         |
| ---------------------------------------------------------------------------- | ---------------------------------------------------------------------------- | ---------------------------------------------------------------------------- | ---------------------------------------------------------------------------- | ---------------------------------------------------------------------------- | ---------------------------------------------------------------------------- | ---------------------------------------------------------------------------- | ---------------------------------------------------------------------------- |
| 22-3-2025                                                                    | Vaduz                                                                        | Liechtenstein                                                                | 0 – 3                                                                        | Macedonia del Nord                                                           | Qual. Mondiali 2026                                                          | -                                                                            | 62’                                                                          |
| 25-3-2025                                                                    | Vaduz                                                                        | Liechtenstein                                                                | 0 – 2                                                                        | Kazakistan                                                                   | Qual. Mondiali 2026                                                          | -                                                                            | 68’                                                                          |
| 6-6-2025                                                                     | Cardiff                                                                      | Galles                                                                       | 3 – 0                                                                        | Liechtenstein                                                                | Qual. Mondiali 2026                                                          | -                                                                            | 46’ 73’                                                                      |
| 9-6-2025                                                                     | Vaduz                                                                        | Liechtenstein                                                                | 0 – 4                                                                        | Scozia                                                                       | Amichevole                                                                   | -                                                                            | 81’                                                                          |
| Totale                                                                       |                                                                              | Presenze                                                                     | 4                                                                            |                                                                              | Reti                                                                         | 0                                                                            |                                                                              |